# Le Papillon (ballet)
Pour les articles homonymes, voir Le Papillon.
Personnages
- Farfalla
- Djalma
- Hamza

Le Papillon est un ballet en 2 actes et 4 tableaux de Marie Taglioni, musique de Jacques Offenbach, créé à l'Opéra de Paris le 26 novembre 1860. Les interprètes principaux en sont Emma Livry et Louis-Alexandre Mérante.
C'est le premier ballet d'Offenbach et le seul que Taglioni ait chorégraphié elle-même. Après la mort tragique d'Emma Livry, le ballet fut retiré du répertoire. En 1976, Pierre Lacotte a présenté une reconstitution du pas de deux principal.

## Genèse
Le livret fut rédigé, comme beaucoup à cette époque, par Jules-Henri Vernoy de Saint-Georges. 

## Argument
Le ballet conte l'histoire de Farfalla, jeune servante (Emma Livry), et de son amour pour le prince Djalma (Mérante), neveu de l'émir. La vieille et laide fée Hamza (Louise Marquet), jalouse de leur idylle et fâchée de ne pouvoir recevoir le baiser qui lui rendrait sa jeunesse, transforme Farfalla en papillon. À la fin du ballet, le papillon se brûle les ailes sur une torche, ce qui rompt l'enchantement et lui permet de retrouver sa forme de ballerine. Un heureux mariage est alors célébré.

## Distribution de la création
| Rôle           | Création, 26 novembre 1860, (chef d'orchestre : ?) |
| -------------- | -------------------------------------------------- |
| Farfalla       | Emma Livry                                         |
| Djalma, prince | Louis-Alexandre Mérante                            |
| Hamza, fée     | Louise Marquet                                     |

## Réutilisations

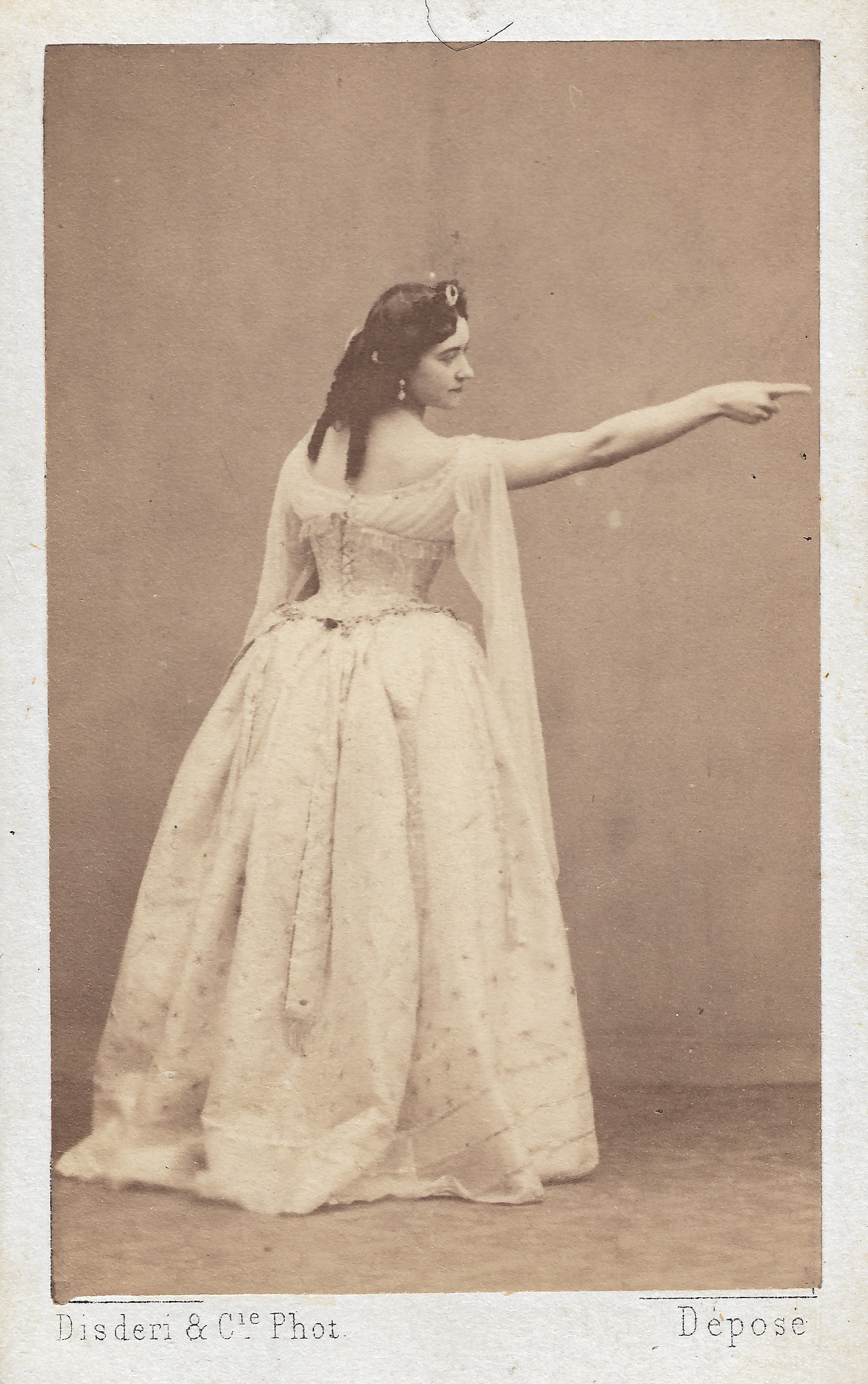
La danseuse Louise Marquet dans le rôle de Hamza.

Jacques Offenbach utilisera des fragments de son ballet :
- en 1864 dans Les Fées du Rhin (Die Rheinnixen), opéra romantique en 4 actes (Ballet au 3e acte : Introduction et Valse des Rayons)
- en 1872 dans Le Roi Carotte, opéra bouffe féérie en 4 actes et 17 tableaux (Ballet au 3e acte  : Introduction et Valse des Rayons + Pas de Deux)
- en 1874 dans Orphée aux Enfers, opéra féérie en 4 actes et 12 tableaux (Andante dans le Ballet des Mouches au 3e acte)
- en 1881 dans Les Contes d'Hoffmann, opéra fantastique en 4 actes (Trio Hoffmann, Miracle, Crespel ; utilisation du thème de la Bohémiana à l'orchestre pour le thème des flacons)

## Reprises notables
- En 1976 Pierre Lacotte a créé pour Dominique Khalfouni, danseuse étoile de l'Opéra de Paris, un pas de deux Le Papillon sur la musique de ce ballet. La première a eu lieu à l'Opéra le 23 décembre, le chorégraphe lui-même a dansé avec Khalfouni comme un artiste invité.

- En 1979, John Lanchbery produit une nouvelle version remaniée en 3 actes. L'orchestration est enrichie de sa main, la partition est reconstruite, subit de nombreuses coupures et des développements musicaux de la main de Lanchbery.

- En 1982, Eckhard Linsel réalise une nouvelle version en 2 actes et 3 tableaux à partir des partitions de la création à l'Opéra de Paris.

## Enregistrements
- Le Papillon, Richard Bonynge (dir.) – Decca, 1973 ; larges extraits du ballet sur environ 50 minutes
- Offenbach - Hommage mécanique - Malibran CDRG 214 ; contient une suite pour orgue de barbarie de 30 minutes extraite du Papillon

## Emprunts et citations
La Valse des Rayons extraite du 2e tableau du 1er acte connaîtra la postérité en devenant La Chaloupée dansée au Moulin Rouge par Max Dearly et Mistinguett